# Liste der Monuments historiques in Poinçon-lès-Larrey
Die Liste der Monuments historiques in Poinçon-lès-Larrey führt die Monuments historiques in der französischen Gemeinde Poinçon-lès-Larrey auf.

## Liste der Immobilien
| Bezeichnung                 | Beschreibung                    | Standort                  | Kennzeichnung | Schutzstatus | Datum | Bild           |
| --------------------------- | ------------------------------- | ------------------------- | ------------- | ------------ | ----- | -------------- |
| Kirche St-Germain-d’Auxerre | aus dem 15. und 16. Jahrhundert | westlich des Ortes (Lage) | PA00112586    | Inscrit      | 1925  | weitere Bilder |